# Andrey Mizourov
Andrey Mizourov, nascido a 16 de março de 1973, é um ciclista kazajo que foi profissional entre 1998 e 2014.
Representou sua nação nos Jogos Olímpicos de Verão de 2004 e 2008.

## Palmarés
| 1995 - Campeonato Asiático Contrarrelógio 1997 (como amador) - Tour da Croácia 1999 - Campeonato Asiático Contrarrelógio - Campeonato do Cazaquistão Contrarrelógio 2000 - 2º no Campeonato do Cazaquistão em Estrada - 3º no Campeonato do Cazaquistão Contrarrelógio 2001 - Campeonato do Cazaquistão em Estrada 2002 - Campeonato do Cazaquistão Contrarrelógio 2004 - Campeonato do Cazaquistão em Estrada - 1 etapa do Volta ao Lago Qinghai - 2º no Campeonato do Cazaquistão Contrarrelógio 2005 - 1 etapa do Volta ao Japão - Tour da China, mais 1 etapa - Volta Independência Nacional - Grande Prêmio Hydraulika Mikolasek - 2º no Campeonato do Cazaquistão em Estrada - UCI Asia Tour 2006 - 1 etapa no Tour de Bretanha - 3 etapas no Tour de Guadalupe - Campeonato Asiático Contrarrelógio | 2007 - 3º no Campeonato do Cazaquistão Contrarrelógio 2008 - 1º no Campeonato do Cazaquistão Contrarrelógio 2009 - 1º no Campeonato do Cazaquistão Contrarrelógio - Volta ao Lago Qinghai, mais 1 etapa - Tour do Leste de Java, mais 1 etapa - 2º no Campeonato Asiático Contrarrelógio - 2º no UCI Asia Tour 2010 - 1º no Campeonato do Cazaquistão Contrarrelógio - 1 etapa do Tour do Azerbaijão - Tour de Kumano - Campeonato Asiático Contrarrelógio 2011 - 2º no Campeonato do Cazaquistão Contrarrelógio - Campeonato do Cazaquistão em Estrada 2013 - 2º no Campeonato Asiático Contrarrelógio - 3º no Campeonato Asiático em Estrada - Campeonato do Cazaquistão Contrarrelógio |

## Resultados nas Grandes Voltas e Campeonatos do Mundo
| Carreira           | 1998 | 1999 | 2000 | 2001 | 2002 | 2003 | 2004 | 2005 | 2006 | 2007 | 2008 | 2009 | 2010 | 2011 | 2012 | 2013 | 2014 |
| ------------------ | ---- | ---- | ---- | ---- | ---- | ---- | ---- | ---- | ---- | ---- | ---- | ---- | ---- | ---- | ---- | ---- | ---- |
| Giro d'Italia      | -    | -    | -    | -    | 37º  | -    | -    | -    | -    | 21º  | 66º  | -    | -    | -    | -    | -    | -    |
| Tour de France     | -    | -    | -    | -    | -    | -    | -    | -    | -    | -    | -    | -    | -    | -    | -    | -    | -    |
| Volta a Espanha    | -    | -    | -    | -    | -    | -    | -    | -    | -    | -    | -    | -    | -    | 59º  | -    | -    | -    |
| Mundial em Estrada | -    | -    | -    | -    | 97º  | 48º  | -    | 102º | -    | -    | -    | -    | -    | -    | -    | -    | -    |